# Encik Yusof bin Ishak
Encik Yusof bin Ishak (12 de agosto de 1910 - 23 de novembro de 1970) foi um político eminente de Singapura. Nascido em Perak, serviu inicialmente como Yang di-Pertuan Negara (chefe de Estado) entre 1959 e 1965, permanecendo no posto durante o desmembramento de Singapura da Malásia em 1965, acabou servindo como presidente até sua morte em 1970. Sua face está nas notas de dinheiro em circulação no país.